# أوشينو دا كروز
أوشينو أندرادي دا كروز (بالبرتغالية: Oceano Andrade da Cruz؛ مواليد 29 يوليو 1962)، والمعروف ببساطة باسم أوشينو (بالبرتغالية: Oceano)، هو لاعب كرة قدم برتغالي محترف سابق، ويعمل حاليًا كمدير فني.

## وصلات خارجية
- أوشينو دا كروز على موقع الاتحاد الدولي (مؤرشف)  (الإنجليزية)
- أوشينو دا كروز على موقع الاتحاد الأوربي (الإنجليزية)
- أوشينو دا كروز على موقع قاعدة بيانات كرة القدم.إي يو (الإنجليزية)
- أوشينو دا كروز على موقع ناشيونال فوتبول تيمز (الإنجليزية)